# Petrozavodsk
Petrozavodsk je glavni grad Republike Karelije (Sjeverozapadni savezni okrug, Rusija). Nalazi se na obali Onješkog jezera.